# Arenasella maldonadi
Arenasella maldonadi är en insektsart som beskrevs av Caldwell 1951. Arenasella maldonadi ingår i släktet Arenasella och familjen Tropiduchidae. Inga underarter finns listade i Catalogue of Life.